# Cabera lativittata
Cabera lativittata är en fjärilsart som beskrevs av Edward Alfred Cockayne 1952. Cabera lativittata ingår i släktet Cabera och familjen mätare. Inga underarter finns listade i Catalogue of Life.